# N504 (België)
De N504 is een gewestweg in België tussen Maubray en Péruwelz (N60/N60e). De weg heeft een lengte van ongeveer 11,5 kilometer.
De gehele weg heeft twee rijstroken in beide rijrichtingen samen.

## Plaatsen langs N504
- Maubray
- Audemez
- Callenelle
- Wiers
- Péruwelz